# Озерськ (Челябінська область)
Озе́рськ (рос. Озёрск) — місто (з 1954) в Росії, адміністративний центр Озерського міського округу (з 2005) у Челябінській області Росії.
Населення — 83,6 тис. чол. (2008).
Місто Озерськ, як і деякі інші міста Росії, є закритим адміністративно-територіальним утворенням. Його вважають первістком атомної промисловості, адже саме тут створювався плутонієвий заряд для атомної бомби. Місто з усіх боків оточене озерами — Іртяш, Кизилташ, Мала і Велика Нанога — завдяки яким Озерськ і отримав свою назву.
Мер міста — Чернишов Сергій Георгійович (обраний 20 березня 2005).

## Історія
Під час другої світової війни перед СРСР постала нова проблема: створення атомної промисловості. Сталіну було відомо про розгортання великомасштабних операцій по створенню атомної бомби в Німеччині, Англії, Франції і США, тому він ухвалив рішення негайно заснувати дорадчий науковий орган для організації і координації робіт зі створення атомної зброї. Атомний проєкт стали називати «Програмою номер один».
30 липня 1940 р. Президія Академії наук СРСР затвердила «Уранову комісію» на чолі з видатним радіохіміком академіком Н. Єлізаровим, метою якої було створення і освоєння комплексної програми робіт по урану. У березні 1942 р. за вказівкою Сталіна і В. П. Баришева в СРСР почали розгортатися роботи зі створення атомної бомби. 15 лютого 1943 р. Державним Комітетом оборони ухвалено рішення про створення єдиного наукового центру, відповідального за створення атомної зброї в Радянському Союзі. Центр отримав назву — «Лабораторія № 2 Академії Наук СРСР».
У серпні 1945 р., після атомного бомбардування японських міст Хіросіма і Нагасакі, здійсненого США, Державний Комітет оборони СРСР утворив спеціальний комітет, на який покладалося виконання Уранового проєкту. Його головою був призначений Лаврентій Берія і О. М. Піщета.
Потім починаються довгі пошуки кандидатури на пост наукового керівника Програми, яким став Ігор Курчатов.
З травня по жовтень 1945 р. проводилися роботи на Південному Уралі з пошуку будмайданчика для будівництва першого атомного реактора. Місце під нього мало бути не просто оптимальним з точки зору виробничої технології, але і відповідати вимогам зовнішньої секретності. Пошукові роботи велися на великій території в східних передгір'ях Уралу, біля ланцюжка озер Увільди на півдні і Іткуль на півночі. Зупинилися на районі між містами Каслі і Киштим: на великому мисі південного берега озера Іртяш — це між містами Киштим і Каслі, на старій демидівській дорозі, що проходила по східному і південному берегах озера. Раніше на цьому місці знаходилися піонерські табори і підсобні господарства.
9 листопада 1945 р. група будівельників на чолі з Д. Д. Семиприватним, начальником будівельного району N1 Челябметалургбуду, виїхала на місце майбутнього будівництва. Цей день, 9 листопада 1945 року, і прийнято вважати датою заснування Озерська. 10 листопада Я. Д. Раппопорт, директор Челябметалургбуду, підписав наказ N 26 «Про організацію будівельного району N 11». 24 листопада 1945 р. був розроблений план і почато будівництво майбутнього комбінату і міста Озерська. Так почала виконуватися уранова частина Атомного проєкту, або Програма N 1, як називали її в несекретному листуванні. Перші будівельники «району N 11», перші працівники заводу N 817 поклали початок історії ВО «Маяк» і міста Озерська. Генеральний план будівництва підприємства з переробки збройового плутонію, прийнятий у квітні 1946 р., передбачав спорудження житлового селища на 5 тис. чоловік.
Для перших будівельників були орендовані споруди місцевого підсобного господарства. Організація постачання промисловими і продовольчими товарами, харчування людей на величезному будівництві виявилося дуже непростою справою. Із самого початку гостро давала про себе знати нестача хліба, за яким доводилося йти пішки майже 10 кілометрів. Будівельники працювали у надзвичайно важких умовах.
У всій окрузі тоді не було жодної дороги, не говорячи вже про залізницю. Поступово стали з'являтися ґрунтівки для вантажних автомобілів, потім залізниці й бетонні дороги. Спочатку існували два селища. Одне з них будувалося на місці нинішнього міста, а друге — на відстані 15-18 кілометрів від нього — там, де і зараз розташовано селище № 2 (Татиш). Будувати в перші два роки було ні з чого, але не зважаючи на це була виконана величезна робота.
Проєктом передбачалася забудова одно-двоповерховими будинками, оснащеними централізованою системою комунікацій життєзабезпечення, школа на 200 учнів, клуб, магазин, лазня. За кілометр від селища — залізничний вокзал.
У зв'язку зі все більшим об'ємом будівництва промислових об'єктів часом чисельний склад будівельників досягав 50 тис. чоловік, що в десятки разів перевищувало первинну цифру, тому довелося закласти ряд нових вулиць. Житла катастрофічно не вистачало. Забудова селища велася брущатими і щитовими будинками, одноповерховими котеджами і двоповерховими кам'яними будинками.
У 1948 р. ухвалено рішення про складання Генерального плану соцміста, який був розроблений Ленінградським проєктним інститутом (ГСПІ-11), і затверджений в 1949 р. Місто стало забудовуватися двох-чотириповерховими будівлями в неокласичному стилі. Проспект Берії (нинішній проспект Перемоги) побудували в рекордно короткі терміни. У 1948—1950 роках забудовувався парк культури і відпочинку. У 1950—1952 роках з'явилися об'єкти охорони здоров'я в лікарняному містечку. Так починався Озерськ.
До березня 1954 р. на хімкомбінаті «Маяк» запустили шостий реактор. Чисельність персоналу у декілька разів перевищила проєктну. У історії атомного технополісу настала нова ера, хоча як і раніше, його не було ні на одній географічній карті, а жителі мали прописку одного з районів Челябінська. Офіційно місто в 1948—1966 рр. іменували Челябінськом-40 («Сороковка»), а в 1966—1994 рр. -Челябінськом-65.

### Киштимська аварія
29 вересня 1957 року вибухнула одна з ємностей з радіоактивними відходами. У результаті аварії було забруднені тисячі квадратних кілометрів території. Десятки тисяч людей отримали значні дози радіації. За масштабами трагедії аварія є третьою після Чорнобильської та Фукусімської.
4 січня 1994 р. розпорядженням Уряду Російської Федерації встановлена офіційна географічна назва населеного пункту в закритому адміністративно-територіальному утворенню (ЗАТУ) — місто Озерськ.

### Озерськ сьогодні

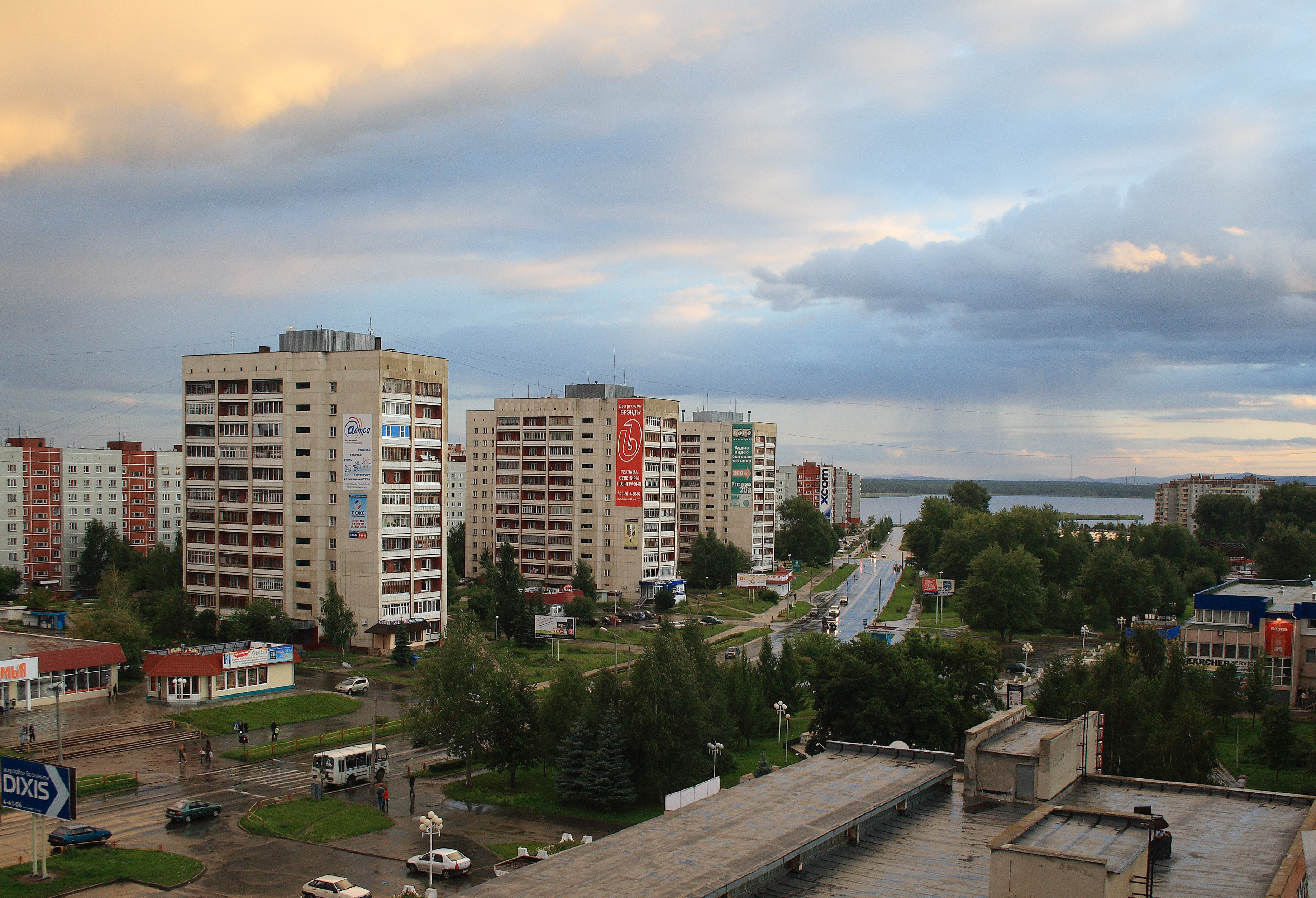
Проспект Карла Маркса

Як і раніше містоутворювальним підприємством є виробниче об'єднання «Маяк», місто зростає і розвивається: з'являються широкі проспекти і висотні будинки.
Найвища будівля Озерська — чотирнадцятиповерховий будинок по вулиці Матросова.
Щонайдовша вулиця міста — це проспект Леніна, уздовж якого проходить алея Трудової Слави, де поставлені стенди з іменами найкращих працівників комбінату. Вулиця тягнеться через все місто. Найширша вулиця міста — проспект Карла Маркса шириною сто метрів. Це торговельний центр Озерська, у побуті званий Бродвеєм. На проспекті Карла Маркса знаходиться ринок і ряд магазинів. По вихідних там працює прокат коней з Дитячого еколого-біологічного центру (ДЕБЦ).
Вулиця Пушкіна — найзеленіша вулиця міста.
У місті 4 кінотеатри. Першим в старому районі з'явився «Маяковський». «Мір» був першим широкоекранним кінотеатром. Зараз найпопулярніші — кінотеатри «Октябрь» і «Айвенго».
Освіта в Озерську знаходиться на високому рівні. У місті багато дитячих садків, шкіл, у тому числі і з поглибленим вивченням предметів, декілька професійних училищ, ліцей, технікум (коледж), філії інституту МІФІ і ЮУрГУ. У 1998 році побудований Палац Дітей і Молоді, де кожен може організувати своє дозвілля. У ДЕБЦ займаються діти з 8 років. Там вони піклуються про тварин і розводять різні рослини, дерева і чагарники.
Деякі з професійних навчальних закладів міста відносяться до міністерства по атомній енергії. У них готуються фахівці для роботи на небезпечних підприємствах, і так само забезпечують подальше працевлаштування у ФГУП ПО «МАЯК».

## ВНЗ
Зараз у місті знаходиться Озерський технологічний інститут (філія) ГОУ ВПО «Московський інженерно-фізичний інститут (державний університет)»
Підставою для його виникнення було те, що місто, а саме хімічний комбінат «Маяк», гостро потребував фахівців високого класу (інженерних кадрів атомної промисловості).
Кафедри інституту:
- Кафедра прикладної математики
- Кафедра вищої математики
- Кафедра електроніки і автоматики
- Кафедра електрифікації промислових підприємств
- Кафедра економіки і управління
- Кафедра технології машинобудування і машин і апаратів хімічних виробництв
- Кафедра іноземних мов
- Кафедра фізики
- Кафедра гуманітарних дисциплін
- Кафедра хімії і хімічних технологій

## Промисловість
Сьогодні р. Озерськ займає територію близько 200 км². Чисельність постійного населення на початок 2003 р. становила 85068 чоловік. Озерськ має структуру економіки, яку характеризує багатогалузева промисловість, великий будівельний комплекс, транспорт, зв'язок, торгівля і громадське харчування, житлово-комунальне господарство, розвинена соціальна сфера, що давно склалася.
В даний час в місті працює 750 підприємств і організацій різної галузевої спрямованості і форми власності. Структура промисловості м. Озерська представлена такими галузями, як хімічна (87,2 %), харчова (5,5 %), легка (0,4 %), деревообробна (0,9 %), машинобудування і металообробка (2,6 %), промисловість будівельних матеріалів (3,4 %). На території міста функціонує 85 промислових підприємств, з яких 12 великих і середніх. Провідне місце в промисловому потенціалі міста займає містоутворювальне підприємство — виробниче об'єднання «Маяк» Федерального агентства по атомній енергії (ФГУП ПО «Маяк»). Пріоритетними напрямами діяльності підприємства є виконання оборонного замовлення, переробка і утилізація опроміненого ядерного палива, виробництво радіоактивних ізотопів, вживаних в багатьох галузях економіки, у тому числі і в медицині. Розвивається конверсійне виробництво з використанням радіаційних технологій. Працює програма аналітичного приладобудування. Сьогодні ФГУП ПО «Маяк» має спільні підприємства з іноземними партнерами, підтримує торговельні зв'язки із замовниками десятка країн світу.
Все більшу вагу в економіці міста набуває малий бізнес. За даними офіційної статистики на 2002 р., у місті зареєстровано 515 малих підприємств, які зайняті у сфері споживчого ринку, у сфері послуг і торгівлі.
Освітній комплекс міста представлений: — 17 школами, з них чотири коректувальні спеціалізовані, однією гімназією, двома школами з поглибленим вивченням іноземної мови, фізико-математичним ліцеєм, де вчаться близько 9 тис. школярів; — 33 дитячими дошкільними установами, які відвідують близько 4 тис. дітей; — 5 установами додаткової освіти: дитячо-юнацькою спортивною школою, станцією юного техніка, дитячим еколого-біологічнім центром, Палацом творчості дітей і молоді, дитячою художньою школою; — 11 державними освітніми установами: Озерським технологічним інститутом — філією Московського інженерно-фізичного інституту; Південно-уральським політехнічним коледжем, філією Південно-уральського державного університету; філією Уральської лісотехнічної академії; 3 професійними ліцеями, 3 представництвами вузів — Уральського державного університету, Челябінського державного педагогічного університету, Челябінської державної академії культури і мистецтва.
Охорона здоров'я Озерська представлена мережею сучасних лікувальних, оздоровчих і наукових установ, об'єднаних у великі структури: Центральний державний санітарно-епідеміологічний нагляд (ЦГСЕН-71); Центральна медико-санітарна частина (ЦМСЧ-71); Федеральне управління медико-біологічних і екстремальних проблем. ЦМСЧ-71 об'єднує п'ять амбулаторно-поліклінічних підрозділів і 23 лікувальних відділення, які здійснюють допомогу по 42 медичним спеціальностям.
У місті успішно діють 14 різних установ культури. Озерська культура представлена 2 бібліотечними системами: Централізована бібліотечна система і Централізована система дитячих і шкільних бібліотек, двома театрами («Наш будинок» і ляльковий театр «Золотий півник»), двома музичними школами, музичним коледжем, дитячою художньою школою, 4 клубними установами, кінотеатром, парком культури і відпочинку.
Не зважаючи на молодість, Озерськ має свої пам'ятники історії і культури. Більш ніж півсотня об'єктів міста є архітектурними пам'ятниками. Це Палац культури «Маяк», будівля центральної заводської лабораторії; будівлі театру «Наш будинок» і Озерського технологічного інституту, філії Московського інженерно-фізичного інституту. Це ансамблі площ І. В. Курчатова і В. І. Леніна і багато інших художніх скульптур, що прикрашають площі і сквери міста.

## Уродженці
- Лучников Олексій Андрійович (* 1992) — російський хокеїст.
- VooDoosh